# Pietro Castignani
Pietro Castignani (Roma, 22 marzo 1924 – Pescara, 22 maggio 1998) è stato un allenatore di calcio e calciatore italiano, di ruolo centrocampista.

## Carriera

### Giocatore
Giocò una stagione in Serie A con la Sampierdarenese, nel 1945-1946 ed una con il Venezia nel 1949-1950, per complessive 37 presenze in massima serie (17 nella A a girone unico).
Ha inoltre disputato sette campionati in Serie B con Spezia, Venezia (con cui centrò la promozione in A nella stagione Serie B 1948-1949 e Taranto (società per la quale nel 1955 segnò una rete storica che le valse la prima promozione in B), segnò il gol della vittoria sul Parma nel maggio del 1954 per complessive 150 presenze e 4 reti nella serie cadetta.

### Allenatore
Cessata l'attività agonistica,  allenò diverse società di Serie C fino al 1974-1975, anno in cui si ritirò dopo aver ottenuto una promozione in Serie D con il Francavilla. Da allora iniziò a lavorare nel settore tecnico della FIGC e vi rimase per sette anni, fino al 1982. Passò quindi ad allenare le giovanili del Francavilla. Continuò a lavorare in quel ruolo nei cinque anni successivi, fatta eccezione per brevi ritorni sulle panchine della prima squadra di Pro Vasto e Chieti, poi nel 1987 fondò e gestì la scuola calcio Pretaro. Dopo sette anni tornò ad allenare a livello giovanile, questa volta sulla panchina del Vis Francavilla.

## Palmarès

### Giocatore

#### Competizioni nazionali
- Serie C: 1

Taranto: 1953-1954

### Allenatore

#### Competizioni nazionali
- Serie D: 2

Maceratese: 1962-1963
Brindisi: 1967-1968